# Médaille nationale de reconnaissance aux victimes du terrorisme
La médaille nationale de reconnaissance aux victimes du terrorisme est une décoration civile et militaire française créée par le décret no 2016-949 du 12 juillet 2016. Depuis l'entrée en vigueur le 1er janvier 2017 de la version refondue du Code des pensions militaires d'invalidité et des victimes de guerre, cette décoration y figure désormais dans la partie réglementaire aux articles D355-23 à D355-31.
La médaille est décernée de manière rétroactive à compter du 1er janvier 1974. La médaille nationale de reconnaissance est obligatoirement demandée par la victime, ou, si elle est décédée, par sa famille. La médaille peut être décernée à un mineur, et à un étranger comme à un Français. En juin 2018, la première titulaire est à titre posthume une victime de l'attentat du Caire le 22 février 2009.

## Caractéristiques
Elle est décernée par décret du président de la République.
Peuvent la recevoir :
- les Français tués, blessés ou séquestrés lors d'actes terroristes commis sur le territoire national ou à l'étranger ;
- les étrangers tués, blessés ou séquestrés lors d'actes terroristes commis sur le territoire national ou à l'étranger contre les intérêts de la République française.

La médaille est remise par le président de la République, le Premier ministre, les membres du gouvernement, le grand chancelier de la Légion d'honneur, les préfets et les ambassadeurs, ainsi que par les autorités désignées par le Premier ministre.
Elle peut être remise à titre posthume et est alors soit épinglée sur le cercueil, soit remise à la famille.
Les insignes sont offerts par l'État.
Les faits pris en compte sont ceux postérieurs au 1er janvier 1974.
Si le président de la République François Hollande avait accordé la Légion d'honneur à titre posthume à Hervé Gourdel, guide de montagne enlevé et égorgé par un groupe islamiste en Algérie, des voix s'étaient élevées pour mettre en doute l'opportunité d'utiliser cette récompense pour faits accomplis aux victimes du terrorisme.

## Description des insignes
« L'avers est une fleur à cinq pétales marqués de raies blanches pour rappeler la couleur du ruban et chargée de cinq épis de feuilles d'olivier pour symboliser la valeur de la paix au sein de la République. Au centre, une médaille couleur argent bordée de bleu, avec l'inscription « RÉPUBLIQUE FRANÇAISE » et, au cœur, la statue de la place de la République à Paris.
Le revers est une fleur à cinq pétales marqués de raies blanches pour rappeler la couleur du ruban, et chargée de cinq épis de feuilles d'olivier pour symboliser la valeur de la paix au sein de la République. Au centre, une médaille bordée de bleu, chargée de la devise « LIBERTÉ – ÉGALITÉ – FRATERNITÉ » et au cœur, deux drapeaux français croisés. »

## Position dans l'ordre de port protocolaire des décorations françaises
La médaille nationale de reconnaissance aux victimes du terrorisme étant décernée par décret présidentiel, elle se porte directement après l'ordre national du Mérite. Ce qui fait de la médaille nationale de reconnaissance aux victimes du terrorisme la cinquième décoration la plus importante dans l'ordre de port protocolaire des décorations françaises. Elle arrive ainsi juste devant les croix de guerre (1914-1918, 1939-1945, Théâtres d'opérations extérieures, Valeur militaire, médaille de la Gendarmerie nationale avec citation) qui récompensent l'octroi d'une citation par le commandement militaire pour conduite exceptionnelle ou une action d'éclat au feu ou au combat.
La médaille nationale de reconnaissance aux victimes du terrorisme se positionne donc aussi devant les croix et médailles qui ont la qualité de « titre de guerre » individuel en vue de l'obtention de l'un des deux ordres nationaux : la médaille de la Résistance française, la médaille des évadés, les croix du combattant volontaire.
Par ailleurs, la médaille nationale de reconnaissance aux victimes du terrorisme arrive devant les quatre ordres ministériels  : ordre des Palmes académiques, ordre du Mérite maritime, ordre du Mérite agricole, ordre des Arts et des Lettres.

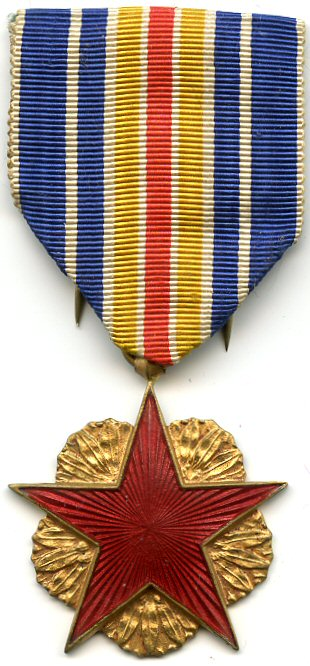
L'insigne des blessés de guerre interprété sous la forme d'une médaille non officielle par la Monnaie de Paris. On remarque le module central avec son étoile rouge à cinq branches entourée de cinq pétales, graphisme qui semble avoir inspiré celui du module de la médaille de la reconnaissance nationale aux victimes du terrorisme.

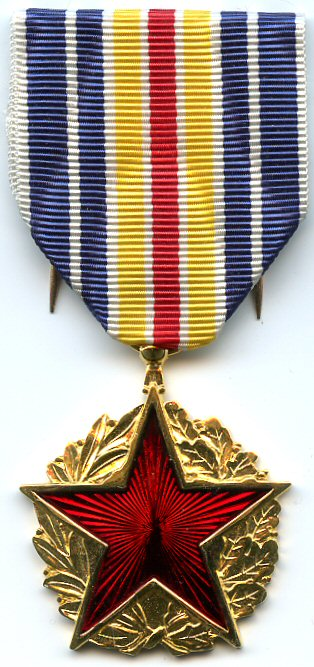
La médaille des blessés de guerre telle qu'officialisée par le décret no 2016-1130 du 17 août 2016.

Enfin, dans l'ordre protocolaire, la médaille nationale de reconnaissance aux victimes du terrorisme se portait — à la date de sa création — bien avant l’insigne des blessés militaires et l'insigne des blessés civils, deux distinctions françaises destinées aux militaires ou aux civils qui ont été blessés ou mutilés du fait de la guerre réglementées par la loi no 52-1224 du 8 novembre 1952 relative à l'insigne des blessés de guerre. Ces insignes se présentaient à l'origine sous la seule forme d'un ruban de couleurs ou d'une étoile rouge ou blanche selon la nature militaire ou civile de la blessure. Il est intéressant de noter ici que la Monnaie de Paris frappait depuis plusieurs années sa propre déclinaison de l'insigne des blessés de guerre — militaire ou civil — justement sous la forme d'une médaille non officielle. Les caractéristiques esthétiques de celle-ci semblent avoir inspiré celles de la médaille de reconnaissance nationale aux victimes du terrorisme. Cette médaille non officielle était justement pourvue de cinq pétales et les lignes de force des cinq rayons de son étoile centrale peuvent être rapprochés des cinq rameaux de la médaille nationale de reconnaissance aux victimes du terrorisme, le graphisme de cette dernière correspondant à une disposition des éléments inversée sur un axe à 180º. Pour autant, depuis le décret no 2016-1130 du 17 août 2016 (qui abroge loi no 52-1224 du 8 novembre 1952), l'insigne des blessés a été remplacé par la médaille des blessés de guerre, rendant ainsi définitivement non conforme la médaille frappée par la Monnaie de Paris, considérant que la description officielle de cette nouvelle décoration précise que l'étoile rouge à cinq branches au centre du module est « entourée d'une couronne mi-feuilles de chêne, mi-feuilles de laurier ».

## Réactions à la suite de la création de la médaille
La sénatrice de l'Orne Nathalie Goulet considère que cette médaille constitue « un signal déplorable donné aux terroristes car elle ancre la victime de terrorisme dans la permanence et la place dans l'ordre protocolaire avant la médaille de la Résistance ou la Croix de Guerre ». Elle estime également que cette médaille « n'est pas une manière de promouvoir notre compassion bien légitime »,. Le 24 juillet 2016, dans son éditorial du quotidien L'Opinion, le journaliste Olivier Auguste réagit également : « Il faut essayer de ne pas réagir par réflexe, par instinct, d’éviter de se laisser entraîner dans la confusion. Cela vaut aussi bien pour les décisions symboliques que pour les mesures concrètes à prendre pour protéger la population. Le symbolique – qui a toute son importance en pareilles circonstances – c’est par exemple la création, actée au Journal officiel à la veille de l’attentat de Nice, d’une « médaille nationale de la reconnaissance aux victimes du terrorisme ». Ces victimes méritent un hommage respectueux ; ceux qui ont tenté de limiter les massacres (des forces de l’ordre au « héros au scooter » niçois) une récompense pour leur bravoure. Mais on peine à trouver le sens de décorer des personnes pour le fait d’avoir eu le malheur de se trouver au mauvais endroit, au mauvais moment… »
Le 29 juillet 2016, c'est la journaliste et essayiste Natacha Polony qui s'émeut de la création de cette médaille nationale de reconnaissance aux victimes du terrorisme dans Le Figaro dans une chronique intitulée « Éviter les attentats, pas décorer les victimes ! » : « Les Français ne veulent pas d'une médaille pour leurs morts. Ils ne veulent pas vivre dans un pays où l'on envisage de décorer leur enfant assassiné par un forcené entré en barbarie religieuse. Ils veulent qu'on décore les héros ; qu'on cesse de dénigrer le patriotisme et les valeurs civilisationnelles qui guident ces héros (…) » Avant de conclure : « Les Français ne veulent pas être des victimes décorées, mais des femmes et des hommes debout. »
Dans un article d'Angélique Négroni paru dans l'édition du Figaro du 5 septembre 2016 intitulé « Attentats : la nouvelle médaille pour les victimes mal accueillie », Georges Salines, président de l'association du 13 novembre qui fédère les personnes touchées lors des attentats parisiens, explique que cette décoration ne répond pas à une attente des victimes : « J'ai perdu ma fille, je ne vois pas ce que peut m'apporter cette breloque. Une médaille est liée à un acte méritant, mais nous, on a subi. (…) On demande une liste des victimes, que l'on n'a pas, et que les réparations financières se fassent correctement. Voilà notre préoccupation. » Également cité, Stéphane Gicquel souligne que : « S'il doit y avoir reconnaissance de la Nation, elle doit plutôt se manifester par l'effectivité des droits des victimes. Que les indemnisations se passent sans problème, ce qui n'est pas le cas. (…) On remet une médaille de victime à des personnes avec lesquelles on travaille sur la résilience. Cela pourrait dangereusement les enfermer dans un statut de victimisation. »
Toujours dans cet article du Figaro en date du 5 septembre 2016, Pierre Saint-Macary, président de l'Union nationale des combattants (UNC), relève que la nouvelle décoration arrive en cinquième position protocolaire, « avant celle réservée aux blessés de guerre. (…) Cette décision pourrait démobiliser ceux qui s'engagent lorsque le signe de reconnaissance est moins bien placé. » Quant au général Philippe Schmitt, directeur administratif de l’UNC, il juge que « soit c’est une maladresse et il faut la corriger, soit c’est un mépris délibéré pour les combattants : il y a une différence fondamentale entre un malheureux citoyen qui se trouve au mauvais endroit au mauvais moment et un soldat appelé et qui risque sa vie pour sa Nation ». René Goujat, président de l'Union française des associations de combattants et des victimes de guerre (UFAC), y relève quant à lui que : « Cette médaille passe avant les croix de guerre, ces décorations pour des faits de guerre. Cet emplacement est mal vécu et je peux vous dire que cela bouge dans les rangs », en indiquant qu'il portera le dossier auprès du ministère de la Défense. 
Seule l'association française des victimes du terrorisme (AFVT) semble avoir accueilli favorablement la création de la médaille nationale de reconnaissance aux victimes du terrorisme. « L’ensemble des victimes du mois de janvier 2015 avaient été faites chevaliers de la Légion d’honneur. Des proches de victimes d’attentats précédents, qui avaient la même exigence, ne comprenaient pas pourquoi celle-ci ne pouvaient pas avoir la même reconnaissance », rappelle Guillaume Denoix de Saint Marc, son directeur général. Et celui-ci d'expliquer : « Il fallait une décoration particulière qui honore une personne, non pas pour ce qu’elle a fait mais ce qu’elle a subi, au nom de l’État. » Le 12 septembre 2016, le directeur adjoint de l'AFVT, Stéphane Lacombe, publie quant à lui une tribune sur le site Internet de L'Obs, intitulée « Une médaille pour les victimes du terrorisme : 3 (fausses) raisons de s'y opposer ». Il tente de vider de leur substance les critiques formulées à l'égard de la médaille nationale de reconnaissance aux victimes du terrorisme en répondant sur trois points : l'acte de bravoure ; la victimisation ; le monde combattant.
Le 15 septembre 2016, l'équipe de L'œil du 20 h sur France Info consacre à ce dossier de la médaille nationale de reconnaissance aux victimes du terrorisme un sujet intitulé « La Médaille… dont personne ne veut ». Emmanuel Domenach (13 novembre : fraternité et vérité) y est interviewé, de même que Pierre Saint-Macary (UNC) et Juliette Méadel (secrétaire d'État chargée de l'Aide aux victimes). Juliette Méadel intervient également le 16 septembre 2016 sur iTele, invitée par Michael Darmon. Elle déclare alors qu'une médaille pour les victimes du terrorisme, c'est « du baume au cœur ».

## Titulaires
La première titulaire, à titre posthume, est Camille Quellin, morte en 2018, victime de l’attentat du Caire le 22 février 2009. 
En novembre 2018, 124 personnes (dont vingt-deux à titre posthume) impliquées dans vingt et un événements terroristes survenus en France ou à l’étranger depuis 2011 reçoivent la médaille. Parmi elles, les victimes des attentats de novembre 2015 à Paris et Saint-Denis et celles de l’attentat de Nice, le 14 juillet 2016, sont les plus nombreuses.
En janvier 2019, quarante personnes ont été décorées.